# Prix Damon-Knight Memorial Grand Master
Le prix Damon Knight Memorial Grand Master est un prix donné par les membres de la Science Fiction and Fantasy Writers of America depuis 1975.
Il récompense un auteur vivant pour l'ensemble de son œuvre dans le domaine de la science-fiction et/ou de la fantasy.
Officiellement, il ne s'agit pas d'un prix Nebula, même s'il est distribué lors de la même cérémonie.
Ce prix a été tout d'abord appelé prix Grand Master, puis a été renommé en 2002 en honneur de Damon Knight, fondateur de la SFWA.

## Palmarès
- 1974 : Robert A. Heinlein
- 1975 : Jack Williamson
- 1976 : Clifford D. Simak
- 1977 : non décerné
- 1978 : Lyon Sprague de Camp
- 1979 : non décerné
- 1980 : Fritz Leiber
- 1981 : non décerné
- 1982 : non décerné
- 1983 : Andre Norton
- 1984 : non décerné
- 1985 : Arthur C. Clarke
- 1986 : Isaac Asimov
- 1987 : Alfred Bester
- 1988 : Ray Bradbury
- 1989 : non décerné
- 1990 : Lester del Rey
- 1991 : non décerné
- 1992 : Frederik Pohl
- 1993 : non décerné
- 1994 : Damon Knight
- 1995 : A. E. van Vogt
- 1996 : Jack Vance
- 1997 : Poul Anderson
- 1998 : Hal Clement
- 1999 : Brian W. Aldiss
- 2000 : Philip José Farmer
- 2001 : non décerné
- 2002 : Ursula K. Le Guin
- 2003 : Robert Silverberg
- 2004 : Anne McCaffrey
- 2005 : Harlan Ellison
- 2006 : James Gunn
- 2007 : Michael Moorcock
- 2008 : Harry Harrison
- 2009 : Joe Haldeman
- 2010 : non décerné
- 2011 : Connie Willis
- 2012 : Gene Wolfe
- 2013 : Samuel R. Delany
- 2014 : Larry Niven
- 2015 : C. J. Cherryh
- 2016 : Jane Yolen
- 2017 : Peter S. Beagle
- 2018 : William Gibson
- 2019 : Lois McMaster Bujold
- 2020 : Nalo Hopkinson
- 2021 : Mercedes Lackey
- 2022 : Robin McKinley
- 2023 : Susan Cooper
- 2024 : Nicola Griffith